# Reales Guardias Catalanas

Escudo de armas de las Reales Guardias Catalanas.

Las Reales Guardias Catalanas fueron la guardia de corps del pretendiente al trono español Carlos de Austria durante la Guerra de Sucesión Española. La unidad fue creada en noviembre de 1705 Estaba formada por 900 hombres organizados en dos batallones, totalizando diez compañías de fusileros y una de granaderos, que después fue ampliada a dos. Su primer coronel fue Antonio de Peguera y de Aymerich, muerto en Valencia en 1707. Le sustituyó Enrique de Hessen-Darmstadt, siendo su segundo el comandante Antonio Meca y de Cardona. Entre sus oficiales destacaron José Bellver y Balaguer, Juan Bautista Martí o José Moragull, participando en varios combates durante la Guerra de Sucesión Española como la Batalla de Almenar o la batalla de Zaragoza. Tras el convenio del Hospitalet que estipulaba la retirada de las tropas austríacas del territorio español, la unidad fue disuelta a nivel teórico, pero la mayoría de la tropa y oficiales se enrolaron en el Regimiento de Nuestra Señora del Rosario del ejército de Cataluña. El lema de la unidad era «Donec Perficiam», literalmente «Hasta conseguirlo» en el sentido de luchar hasta la victoria final.